# Kamensk-Uralski
Kamensk-Uralsky (ru. Каменск-Уральский) este un oraș din regiunea Sverdlovsk, Federația Rusă, cu o populație de 186.153 locuitori.